# Ruská Volová
Ruská Volová (in ungherese Barkócháza) è un comune della Slovacchia facente parte del distretto di Snina, nella regione di Prešov.